# Sonoe Ōtsuka
Sonoe Ōtsuka (jap. 大塚 ソノエ, Ōtsuka Sonoe; * um 1955) ist eine japanische Badmintonspielerin. 

## Karriere
Sonoe Ōtsuka wurde 1977 und 1978 japanische Studentenmeisterin, wobei sie jeweils im Damendoppel mit Kazuko Sekine erfolgreich war. Mit ihr gewann sie auch die Damendoppelkonkurrenz bei den Canadian Open 1978. 1981 wurde sie Dritte im Doppel bei den World Games.

## Sportliche Erfolge
| Saison | Veranstaltung          | Disziplin   | Platz | Name                           |
| ------ | ---------------------- | ----------- | ----- | ------------------------------ |
| 1977   | Studentenmeisterschaft | Damendoppel | 1     | Sonoe Ōtsuka / Kazuko Sekine   |
| 1978   | Studentenmeisterschaft | Damendoppel | 1     | Sonoe Ōtsuka / Kazuko Sekine   |
| 1978   | Canadian Open          | Dameneinzel | 2     | Sonoe Ōtsuka                   |
| 1978   | Canadian Open          | Damendoppel | 1     | Sonoe Ōtsuka / Kazuko Sekine   |
| 1981   | World Games            | Damendoppel | 3     | Fumiko Tōkairin / Sonoe Ōtsuka |